# Xylaria hypoxylon
Xylaria hypoxylon (Carl von Linné, 1753 ex Robert Kaye Greville, 1824) este o specie saprofită de ciuperci necomestibile din încrengătura Ascomycota în familia Xylariaceae și de genul Xylaria, numită în popor coarnele cerbului. Denumirea științifică se trage din cuvintele grecești (greacă ξύλινος=din lemn, lemnos) pentru numele generic și (greacă υπο ξυλόνης=lemnos pe dedesubt) pentru epitet. Soiul se dezvoltă în România, Basarabia și Bucovina de Nord de obicei în grupuri mari, pe bușteni sau ramuri căzute aflați în putrefacție, preferat în zonele umede ale pădurilor de foioase, mai ales pe lemnuri de fagi, frasini și mesteceni, iar numai rar în cele de conifere. Buretele se poate găsi, de la câmpie la munte, peste tot anul, iarna însă în stadiu de conidie. Corpurile fructifere se dezvoltă din primăvară.

## Taxonomie

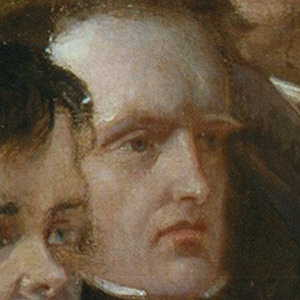
Greville

Specia a fost descrisă pentru prima dată de faimosul savant (Carl von Linné sub denumirea Clavaria hypoxylon în volumul 2 al marii sale opere Species plantarum: exhibentes plantas rite cognitas, ad genera relatas, cum differentiis specificis, nominibus trivialibus, synonymis selectis, locis natalibus, secundum systema sexuale digestas din 1753.
Botanistul englez Robert Kaye Greville (1794-1866) a transferat soiul la genul Xylaria sub numele binomial actual (2018), de verificat în lucrarea sa Flora Edinensis: Or, A Description of Plants Growing Near Edinburgh, Arranged According to the Linnean System, with a Concise Introduction to the Natural Orders of the Class Cryptogamia, and Illustrative Plates din 1824.
Alte încercări de redenumire sunt acceptate sinonim, dar nu sunt folosite și de acea neglijabile.

## Descriere

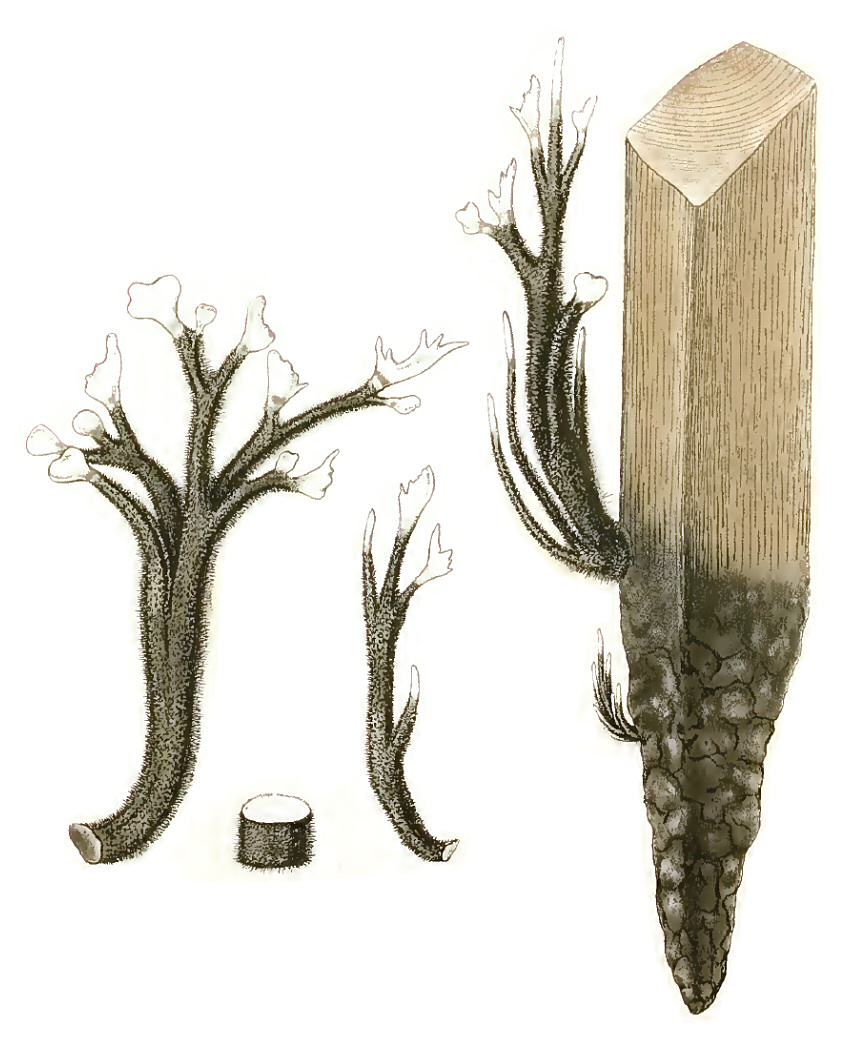
Bull.: X. hypoxylon

- Corpul fructifer:  uscat are o înălțime de 3-8 cm și un diametru  de 2-6 cm, maximal de 10 cm, având inițial aspectul de măciuci subțiri negricioase. Partea de sus, stroma (împletitură de hife la unele specii Ascomycota și Basidiomycota),  este despicată, semănând coarnelor de cerb.  Este pudrată alb, datorită peridiei (înveliș al corpului de fructificație la unele ciuperci). Partea de jos are formă de măciucă cilindrică sau turtită care se subțiază spre bază, fiind pâsloasă cu guri în formă de negi, de colorit brun închis sau negru.
- Piciorul: nu există un picior definit.
- Carnea: este închis brună până negricioasă, tare și fibroasă, ca de plută, mai degrabă lemnoasă, fiind de un miros și gust insignifiant.
- Caracteristici microscopice: are spori netezi, închis brun-măslinii cu două picături mai deschise în interior, de formă elipsoidală, asemănător unei fasole boabe și cu o coloană germinală. Măsoară 11-14 × 4,5-6,5 microni. Pulberea lor este neagră.[3][4]

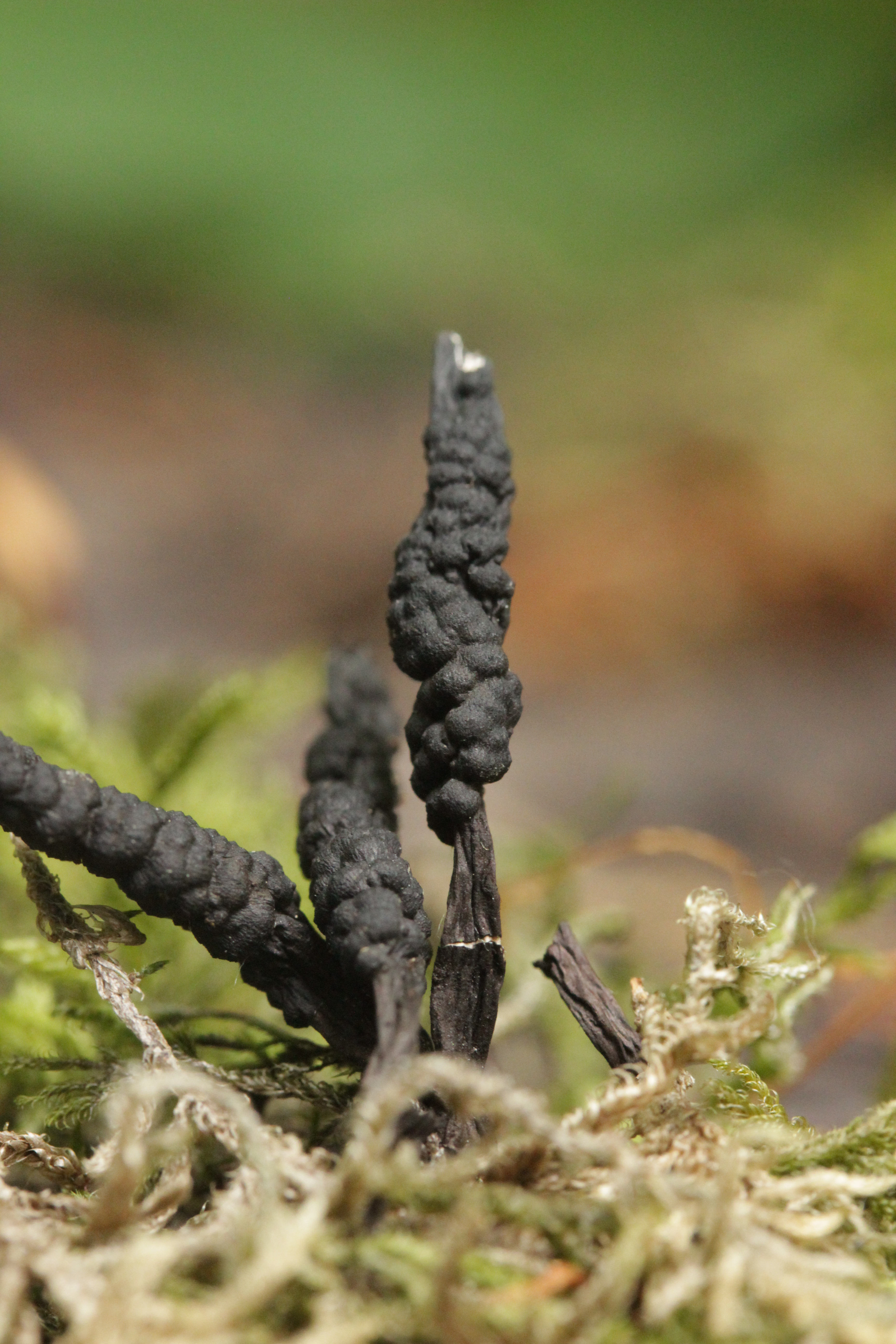
X. hypoxylon, conidii
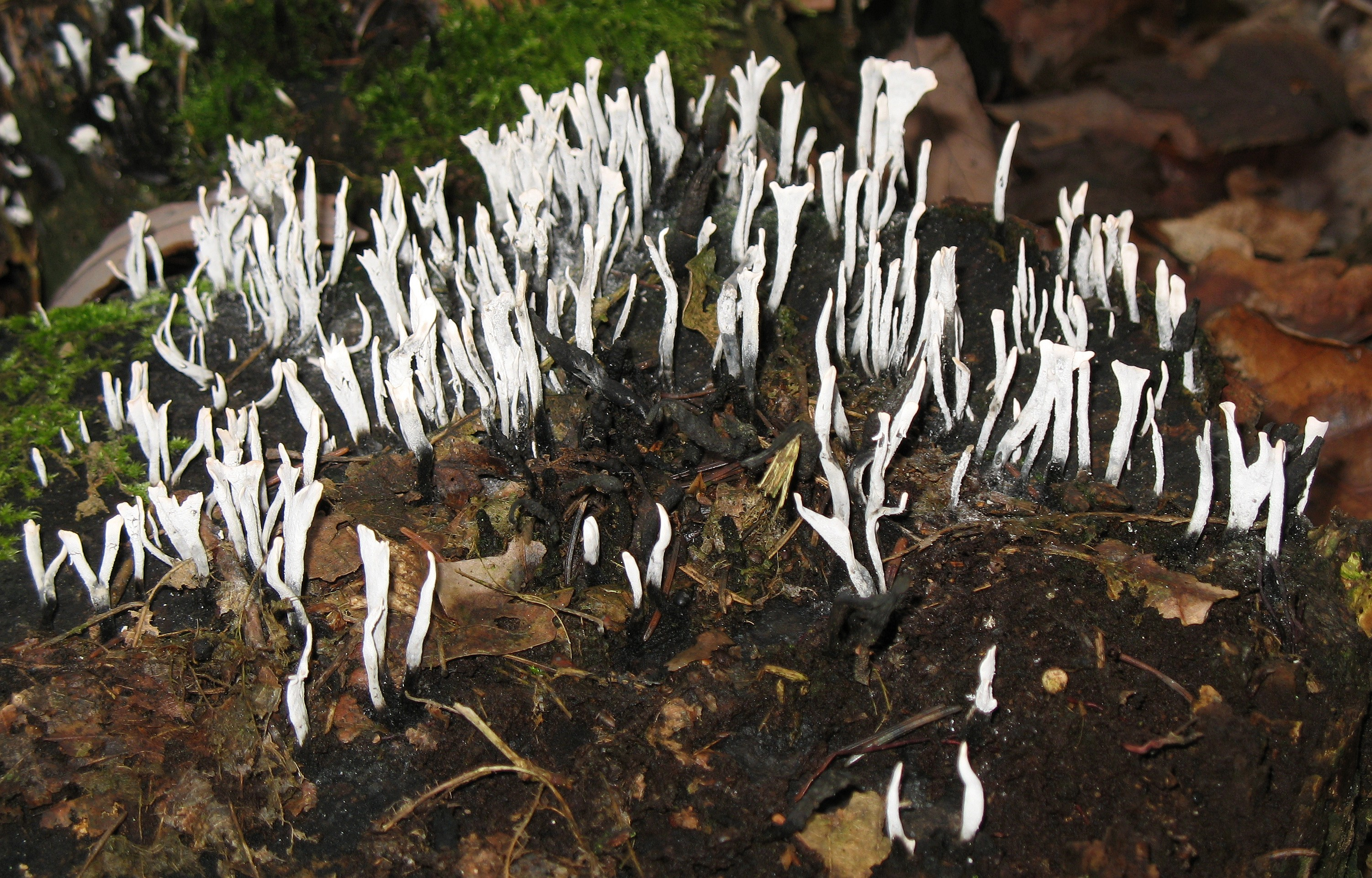
X. hypoxylon tinere
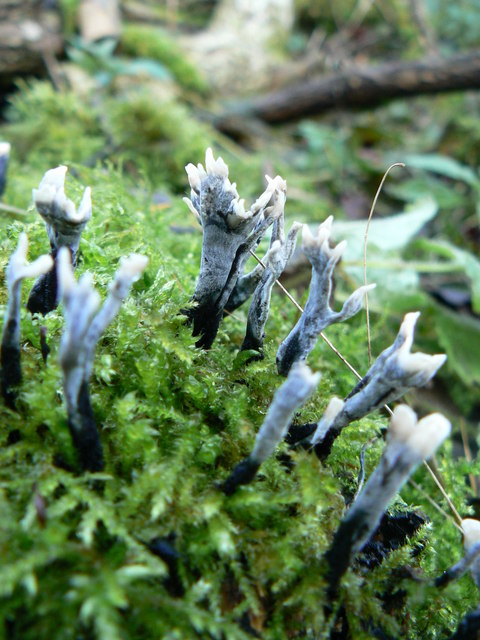
X. hypoxylon mature
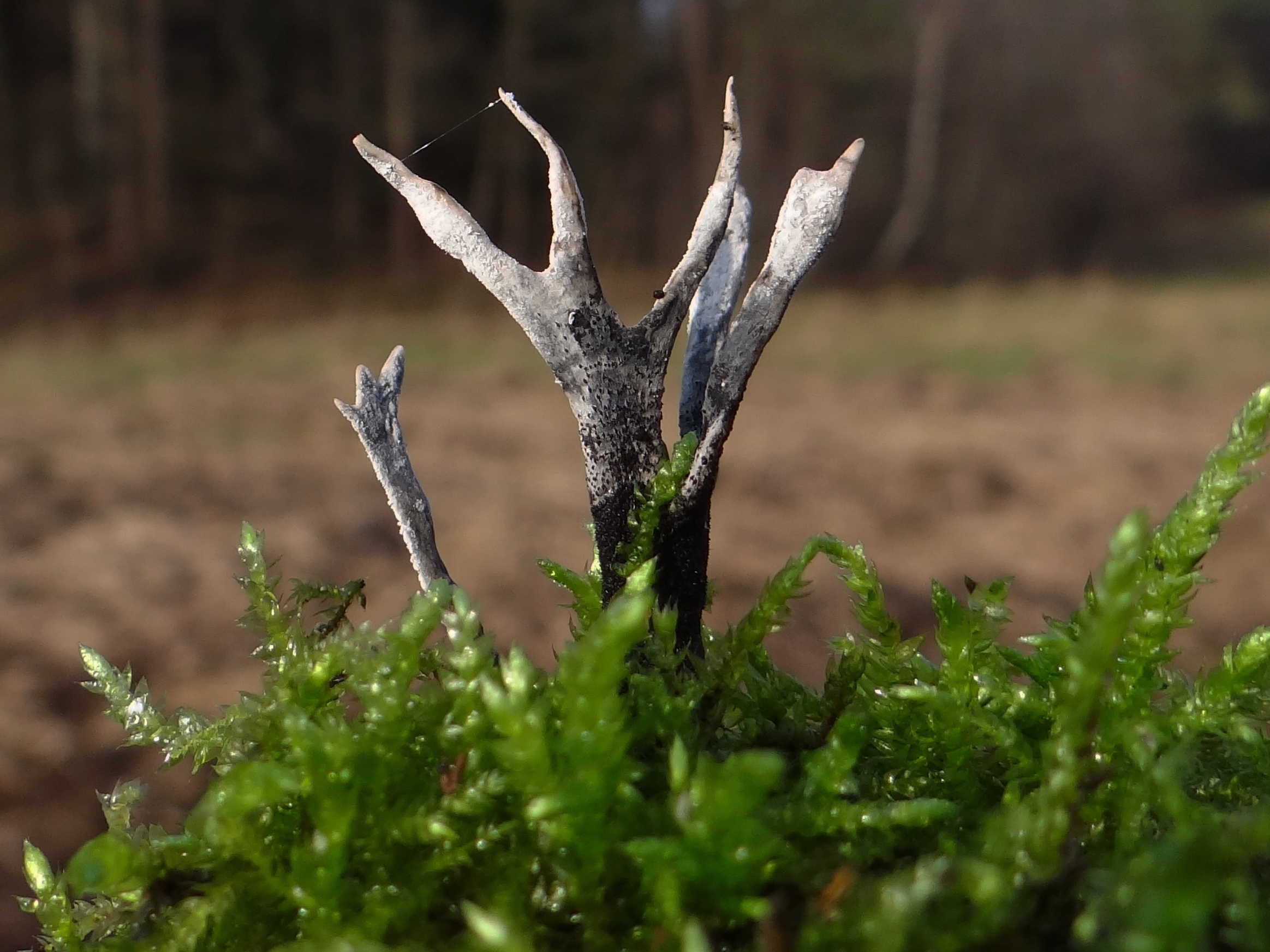
X. hypoxylon bătrână
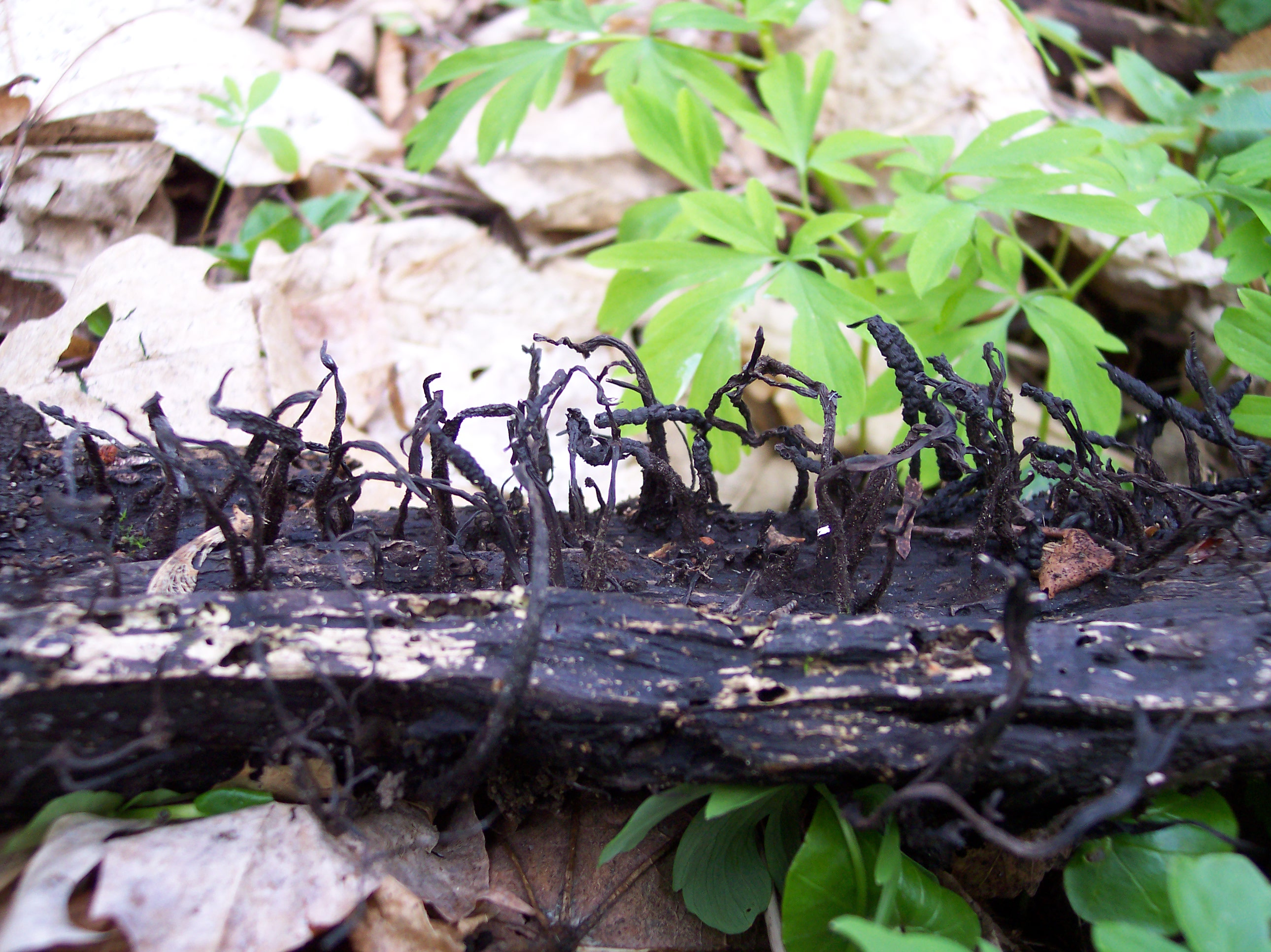
X. hypoxylon în descompunere

## Confuzii
Coarnele cerbului sunt numai greu de confundat, posibil ar fi cu de asemenea necomestibilele soiuri Xylaria longipes și Xylaria polymorpha sau chiar cu exemplare tinere ale comestibilelor Clavariadelphus pistillaris sin. Clavaria pistillaris, Clavulina rugosa. Thelephora palmata (necomestibilă).

## Specii asemănătoare în imagini

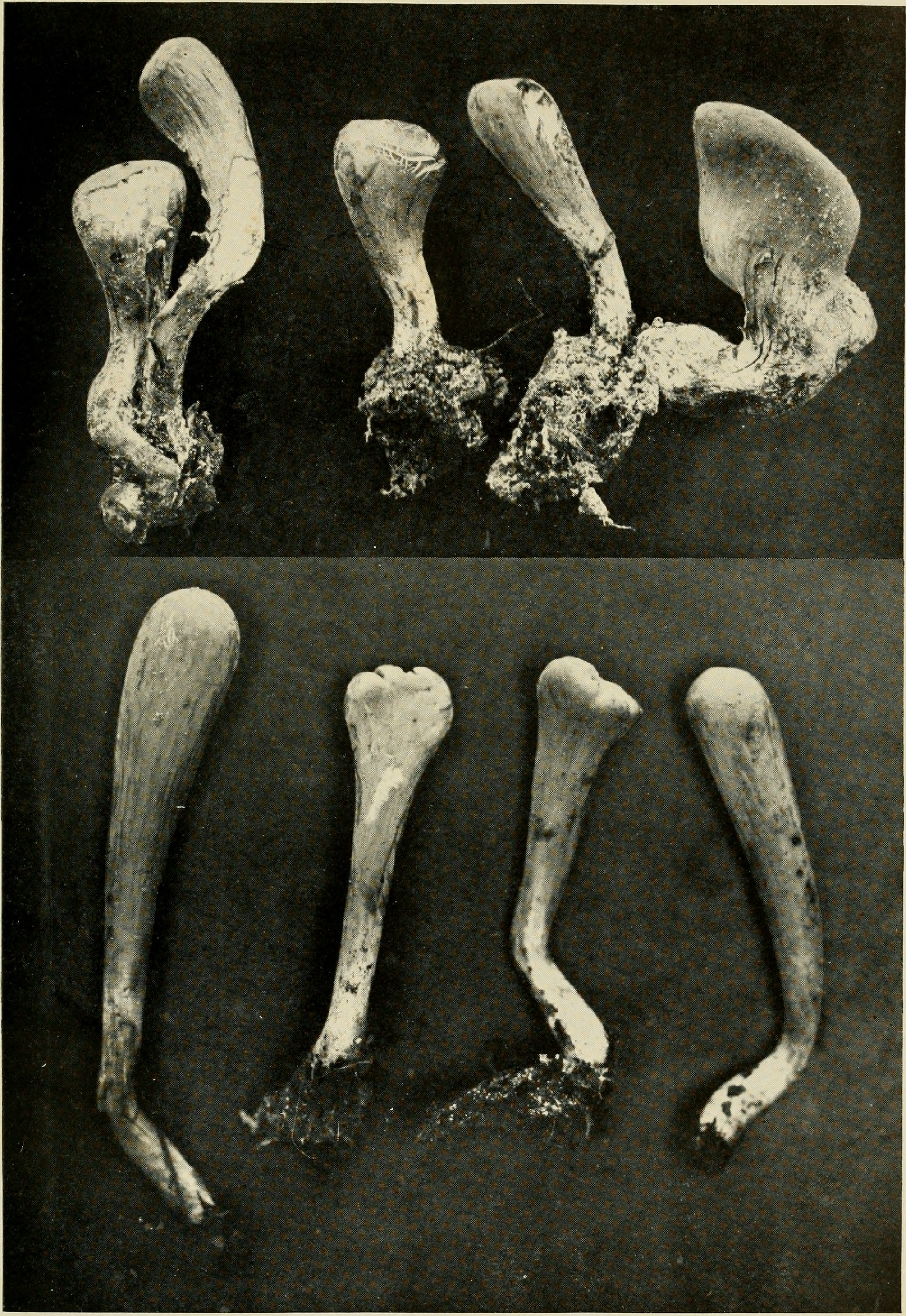
Clavariadelphus pistillaris sin. Clavaria pistillaris
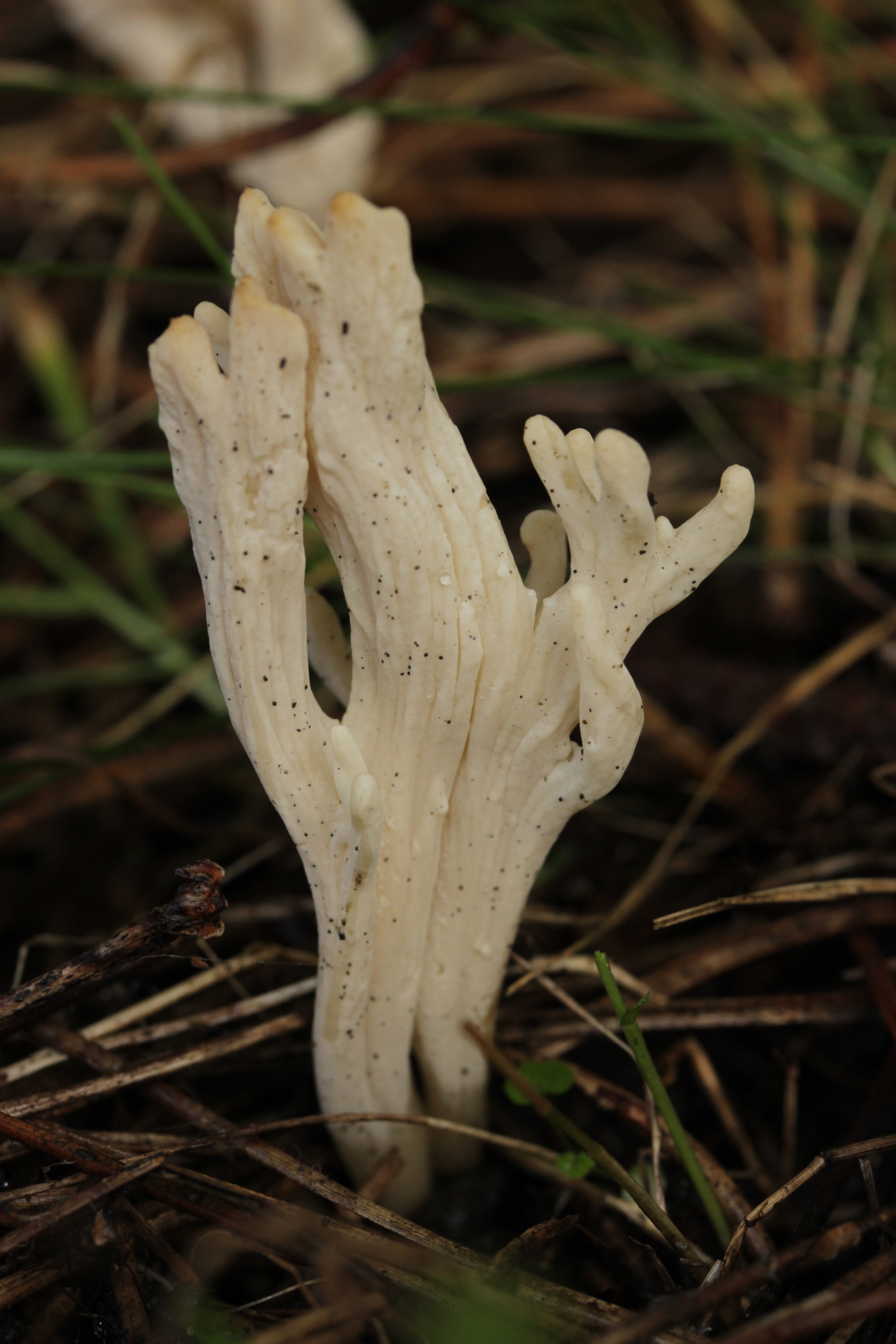
Clavulina rugosa
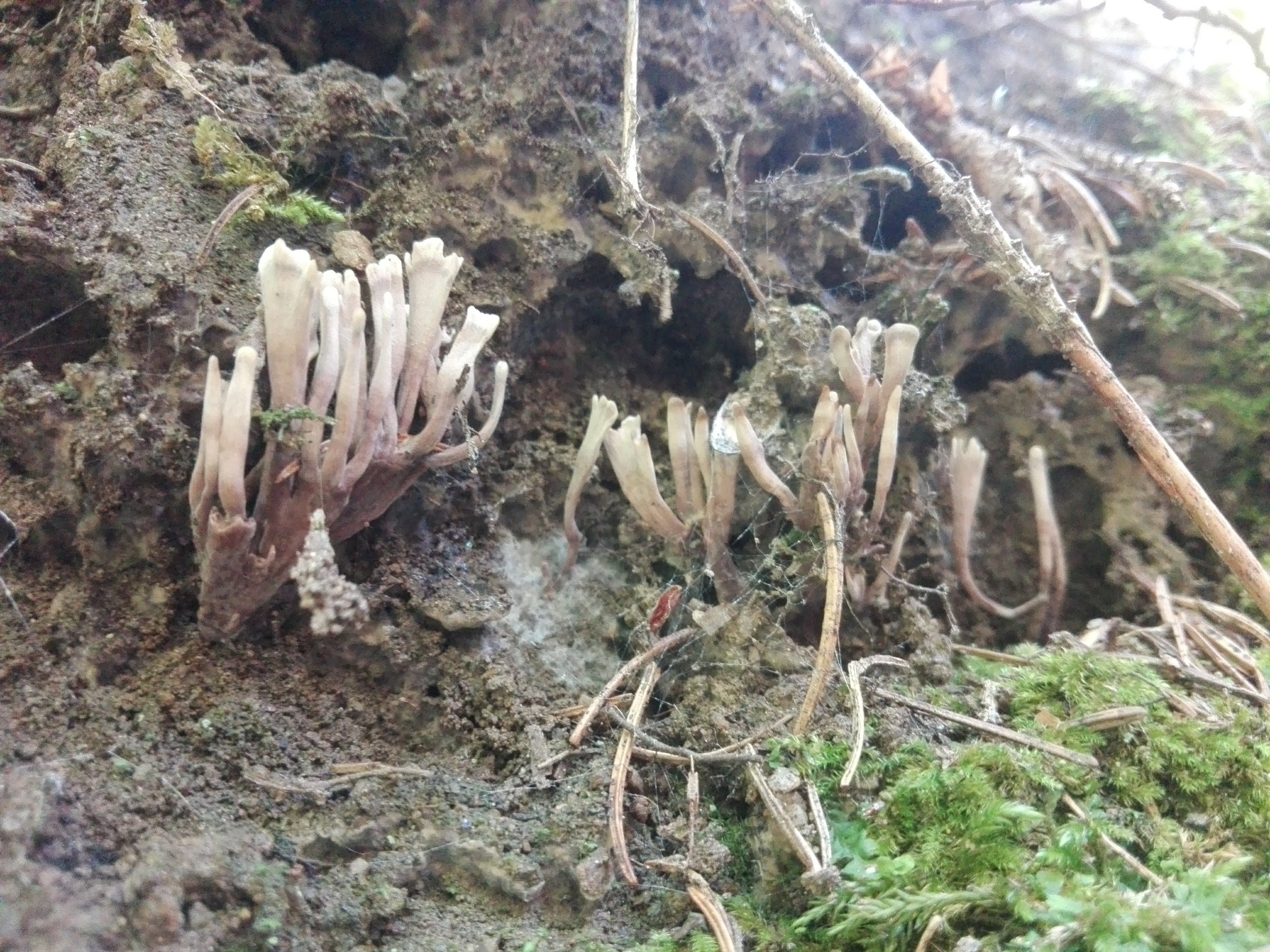
!Thelephora palmata!
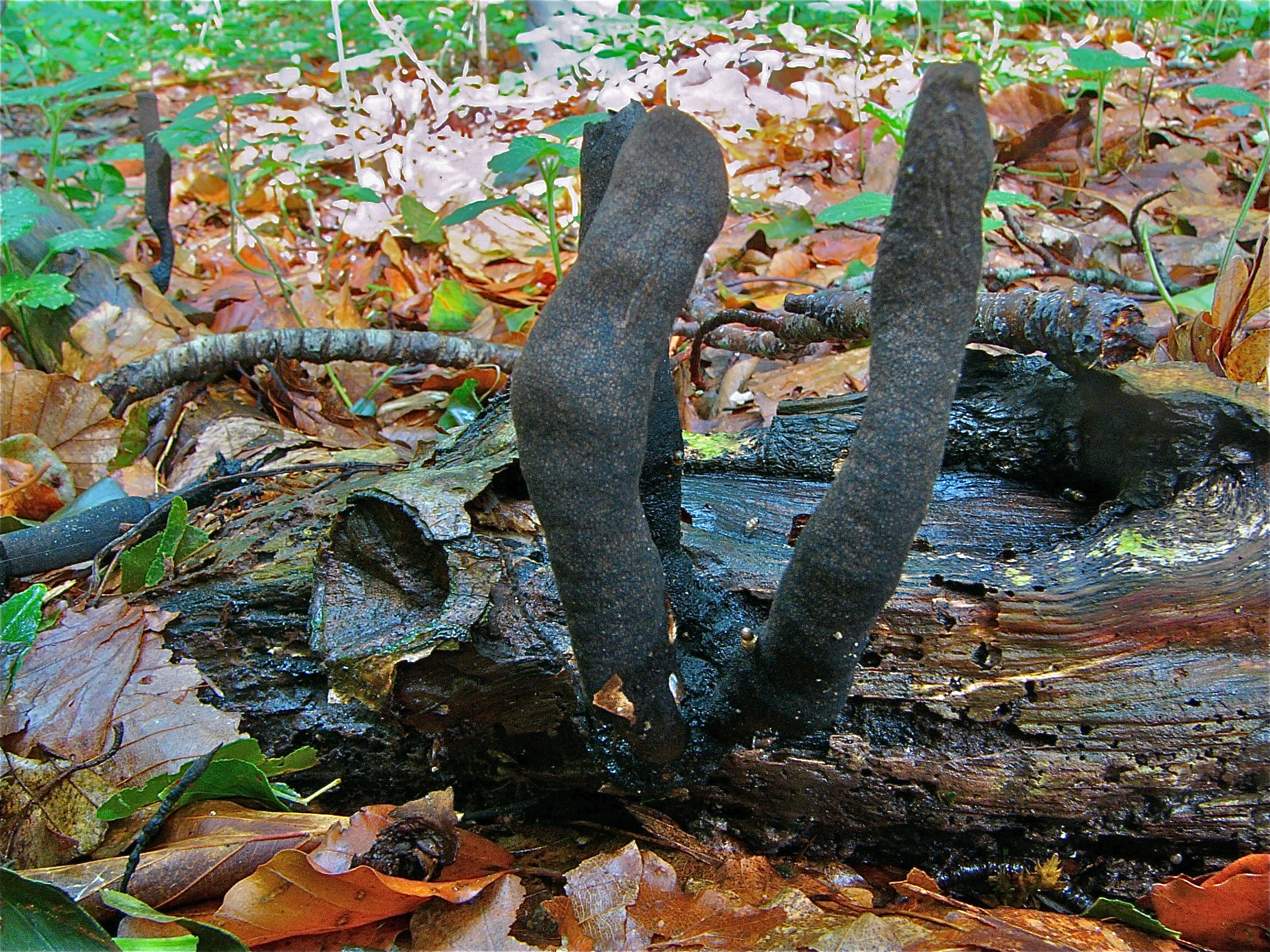
! Xylaria longipes !
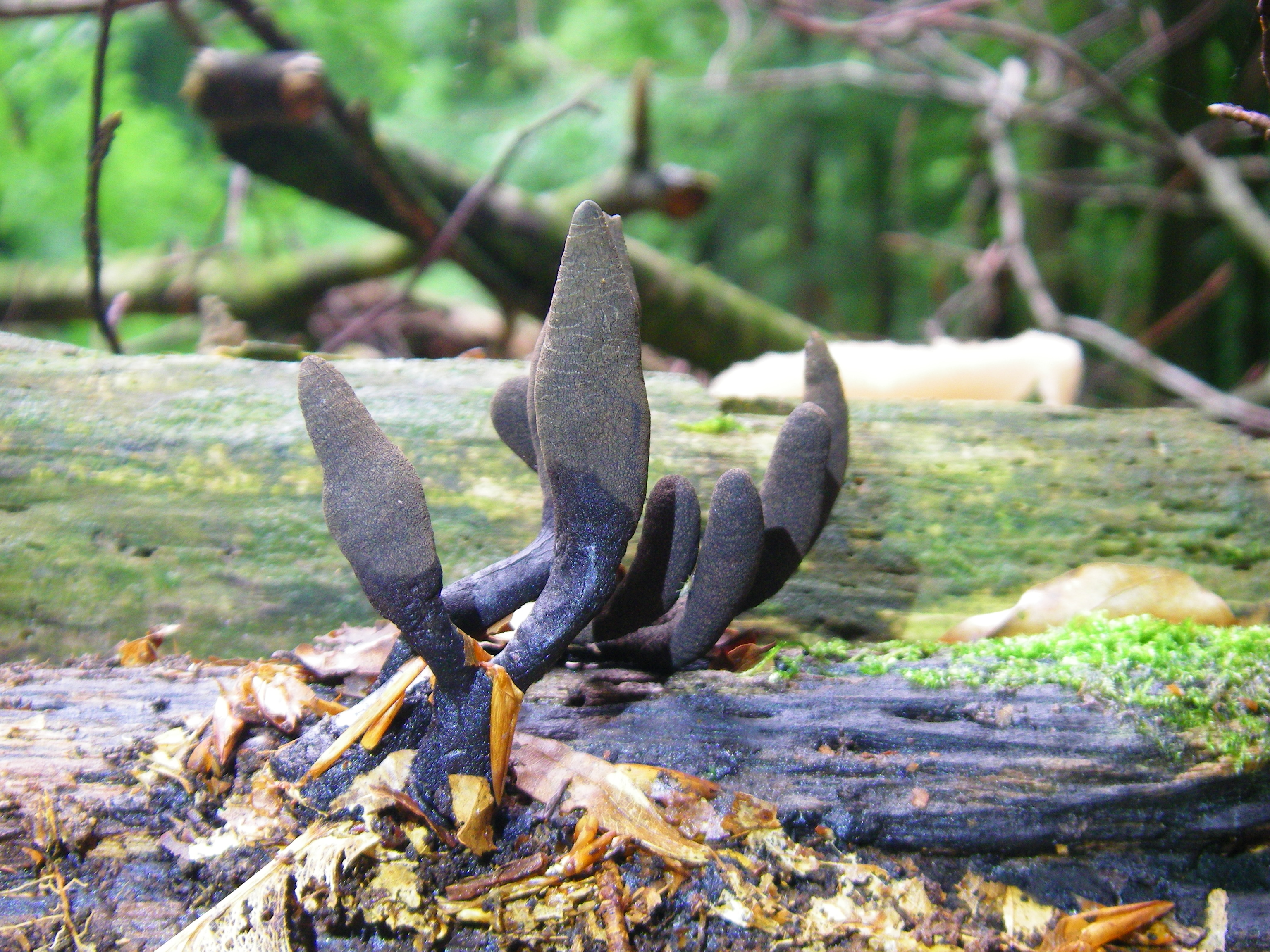
! Xylaria polymorpha!

## Valorificare
Din cauza cârnii lemnoase și fibroase ciuperca nu se potrivește pentru bucătărie.

## Bibiliografie
- Marcel Bon: “Pareys Buch der Pilze”, Editura Kosmos, Halberstadt 2012, ISBN 978-3-440-13447-4
- Bruno Cetto, vol. 1-3, 7 (vezi sus)
- Jean-Louis Lamaison & Jean-Marie Polese: „Der große Pilzatlas“, Editura Tandem Verlag GmbH, Potsdam 2012, ISBN 978-3-8427-0483-1
- J. E. și M. Lange: „BLV Bestimmungsbuch - Pilze”, Editura BLV Verlagsgesellschaft, München, Berna Viena 1977, ISBN 3-405-11568-2
- Hans E. Laux: „Der große Pilzführer, Editura Kosmos, Halberstadt 2001, p. 180-181, ISBN 978-3-440-14530-2
- Meinhard Michael Moser: „Kleine Kryptogamenflora der Pilze - Partea a.: „ Höhere Phycomyceten und Ascomyceten”. Partea b: „Kleine Kryptogamenflora de Helmut Gams” Editura G. Fischer, Jena 1950